# Fromentières (Mayenne)
Fromentières ist eine französische Gemeinde mit 838 Einwohnern (Stand: 1. Januar 2022) im Département Mayenne in der Region Pays de la Loire; sie gehört zum Arrondissement Château-Gontier und zum Kanton Château-Gontier-sur-Mayenne-1. Die Einwohner der Gemeinde werden Fromentinais genannt.

## Geographie
Fromentières liegt etwa fünf Kilometer nordnordöstlich von Château-Gontier am Fluss Mayenne, der die Gemeinde im Westen begrenzt. Hier mündet der Zufluss Pont Manceau in die Mayenne.
Umgeben wird Fromentières von den Nachbargemeinden Villiers-Charlemagne im Norden, Ruillé-Froid-Fonds im Norden und Nordosten, Gennes-Longuefuye im Osten und Südosten, Château-Gontier-sur-Mayenne im Süden sowie La Roche-Neuville im Westen und Nordwesten. 
Durch die Gemeinde führt die Route nationale 162.

## Bevölkerungsentwicklung
| Einwohner                  | 671 | 585 | 593 | 619 | 623 | 674 | 791 | 839 |
| Quellen: Cassini und INSEE |     |     |     |     |     |     |     |     |

## Sehenswürdigkeiten
- Kirche Saint-Pierre
- Schloss Erbrée
- Schloss Beaubigné, Ende des 15. Jahrhunderts errichtet, Anfang des 17. Jahrhunderts umgebaut, im 19. Jahrhundert restauriert

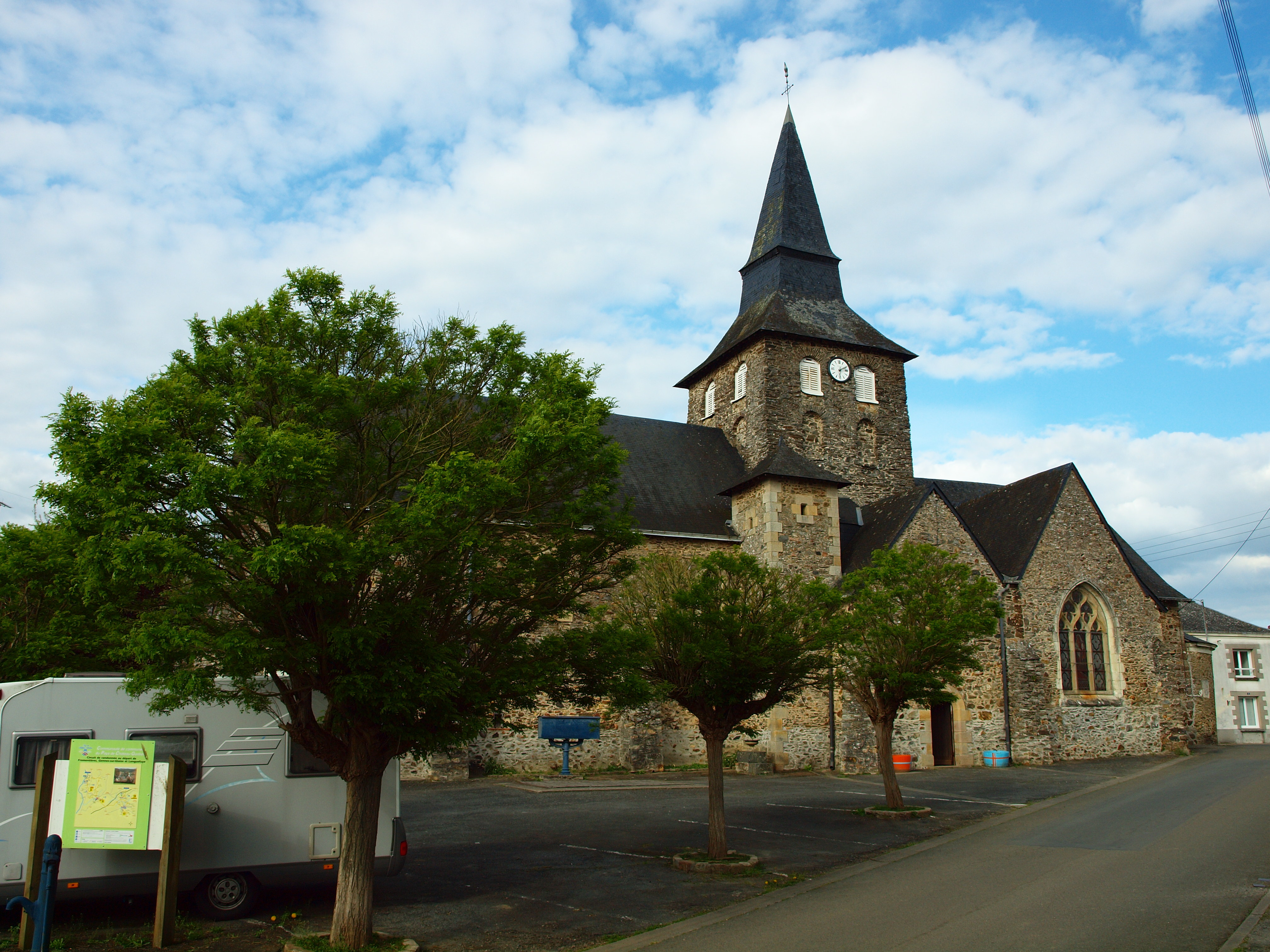
Kirche Saint-Pierre

- Schloss La Cour, 1631 erbaut
- Schloss Gand-Coulonges